# Savior (Film)
Savior (Alternativtitel: Savior – Soldat der Hölle) ist ein US-amerikanisches Filmdrama von Predrag Antonijević aus dem Jahr 1998.

## Handlung
Die Frau Maria und der kleine Sohn Christian des amerikanischen Soldaten Joshua Rose werden bei einem islamistischen Anschlag in Paris getötet. Blind vor Wut entwickelt Rose daraufhin einen Hass auf alle Muslime und ermordet im Affekt mehrere Gläubige während ihres Gebets in einer Moschee. Nachdem sein Freund und US Army-Kollege Peter Dominic, der zunächst vergeblich versucht hatte, ihn von der Bluttat abzuhalten, aus Notwehr ebenfalls einen der Gläubigen erschießt (weil dieser seinerseits mit der Waffe auf sie zielte), müssen beide untertauchen: sie legen ihre Namen ab und gehen erst zur Fremdenlegion, später kämpfen sie als Söldner für die Armee der Republika Srpska in Bosnien gegen Muslime. Hier erfährt Joshua Rose die Grausamkeit und Sinnlosigkeit des Krieges, als sein Freund Peter Dominic von einem bosnisch-muslimischen Kind mit einer Handgranate getötet wird. Er ist auch an einem Überfall auf ein muslimisches Dorf während eines Waffenstillstandes beteiligt; dabei schneidet Goran, einer seiner serbischen Söldnerkollegen, einer alten bosnisch-muslimischen Frau bei lebendigem Leibe ihren Finger mit einem wertvollen Ring ab.
Bei einem Gefangenenaustausch lernt Rose die junge Serbin Vera – eine Bekannte oder entferntere Verwandte seines Söldnerkollegen Goran – kennen, die nach einer Vergewaltigung von einem Muslim schwanger ist. Als Goran sie brutal misshandelt und das ungeborene Baby töten will, erschießt Rose ihn, hilft ihr, das Kind zur Welt zu bringen und bringt sie nach Hause. Ihre Familie jedoch verstößt sie und den Neugeborenen. Daher versucht Rose ihr klarzumachen, dass sie das Kind trotzdem annehmen soll und beabsichtigt, sie in ein Flüchtlingslager zu bringen. Auf der Fahrt werden beide von Mitgliedern ihrer Familie verfolgt, die die Leiche von Goran gefunden haben. Nachdem Vera sich auf der Flucht endlich ihres Kindes angenommen hat, wird Rose von den Verfolgern angeschossen, und sie müssen in eine andere Richtung per Boot fliehen.
Als Vera den verwundeten Rose mitsamt dem Kind in einem Versteck zurücklässt und sich auf dem Weg macht, um eine Mitfahrgelegenheit für alle drei zu finden, gerät sie in Gefangenschaft durch paramilitärische Kämpfer der kroatischen Hrvatsko vijeće obrane (Kroatischer Verteidigungsrat, HVO) und wird von diesen mit anderen Gefangenen zusammen mit einem Vorschlaghammer auf bestialische Art getötet. Rose beobachtet die Exekution vom Versteck aus, während er das Kind beruhigt, damit es nicht schreie und dadurch auch sie entdeckt würden. Da Vera weiß, dass er sie sehen kann, macht sie ihm kurz vor ihrer Ermordung durch eine Geste klar, dass er nicht eingreifen soll, um so wenigstens das Leben des Kindes retten zu können.
Rose macht sich nunmehr allein mit dem Kind auf den Weg und findet einen Bus, der ihn nach Split mitnimmt. Dort legt er das Kind in einem Wagen des Roten Kreuzes ab und entledigt sich seines (serbischen) Söldnerausweises und seiner Waffe.
Eine Frau, die mit im Bus gefahren war, findet das Kind und bringt es zu ihm zurück. Als er angibt, der Vater zu sein, macht sie ihm Hoffnung, das Kind nicht aufzugeben.

## Kritiken
Roger Ebert schrieb in der Chicago Sun-Times vom 11. Dezember 1998, der Film sei ein „brutal ehrlicher Kriegsfilm“. Ebert zitierte François Truffaut, der sich einmal gewundert habe, ob man einen richtigen Antikriegsfilm drehen könne, da Kriegsfilme grundsätzlich aufregend seien und der Zuschauer sich mit einer der Seiten identifiziere. Dieser „nicht subtile“ Film sei ein richtiger Antikriegsfilm. Er erinnere daran, dass die Moral kein angeborenes Verhaltensmuster der Menschen sei, sondern dass manchmal die Ellenbogenmentalität zum Vorschein komme („human nature does not inevitably take us upward to higher moral ground, but sometimes drags us down to our dog-eat-dog beginnings“).
Kevin Thomas schrieb in der Los Angeles Times vom 20. November 1998, Dennis Quaid zeige in diesem Film darstellerische Reife. Er mache den ansonsten „unerträglichen“ Film erträglich.
Das Lexikon des internationalen Films schrieb, der Film thematisiere „den Krieg und seine entmenschlichenden Folgen“, er spreche jedoch eher „das Sentiment des Zuschauers“ an als er den Zuschauer zum Nachdenken anregen würde. Er sei ein „oberflächlicher und konventieller (sic) Versuch eines Antikriegsfilms, dessen löbliche Absicht unbestritten ist, der jedoch durch die uninspirierte Umsetzung am eigenen Anliegen“ scheitere.

## Auszeichnungen
Nataša Ninković gewann im Jahr 1998 als Beste Darstellerin einen Preis des russischen Sochi International Film Festivals. Der Film gewann 1999 den Political Film Society Award für Frieden.

## Hintergrund
Der Film wurde in Montenegro und in Montreal gedreht. Seine Produktionskosten betrugen schätzungsweise 10 Millionen US-Dollar. Der Film wurde in den USA in einzelnen Kinos gezeigt, in denen er ca. 13 Tsd. US-Dollar einspielte.

## Besonderheiten und filmische Mittel
- Die von Nastassja Kinski gespielte Maria Rose fällt bereits in der Anfangsszene des Films vor dem Vorspann dem islamistischen Attentat zum Opfer; dennoch wird kurz danach Nastassja Kinski im Vorspann als Hauptrolle mit-angeführt, obwohl sie im weiteren Verlauf des Filmes kein einziges Mal mehr auftritt.

- Nachdem Joshua Roses Freund Dominic vom bosnischen Mädchen mit einer Handgranate getötet wurde (s. o.), sichtet Rose nach einiger Zeit abermals ein bosnisches Kind, das eine Ziege zurückholen will, welche hinter die serbischen Frontlinien geraten ist. Diesmal jedoch lässt Rose keine Gnade walten und schießt dieses Kind kaltblütig nieder. Diese scheinbar skrupellose Tat wird im Film an späterer Stelle durch eine Rückblende ‚erklärt‘, in der eben jene Szene gezeigt wird, wie der arglose Dominic der Handgranate des Mädchens zum Opfer gefallen war. Durch dieses filmische Mittel wird die erschütternde Konsequenz, die Rose aus dem Tode von Dominic ziehen muss, deutlich gemacht, dass in diesem Krieg offenbar niemandem zu trauen ist, nicht einmal Kindern: während er zuvor mit Dominic noch dem Grundsatz „nein, wir töten keine Kinder“ gefolgt war (was Letzterem das Leben kostete), macht er fortan beim ‚Feind‘ keinen Unterschied mehr zwischen Kindern und Erwachsenen.

- Als Rose nach der Ermordung Veras mit deren Baby am Ende des Films nachts in den Bus nach Split steigt, verlangt der Fahrer zunächst 200,- D-Mark Fahrtkosten. Da Rose kein kroatisch versteht, wiederholt der Fahrer auf Englisch, fordert jedoch mit einem Male 300,- D-Mark. Da Rose kein Geld besitzt, bezahlt er die Fahrt mit seiner Goldkette – dem einzigen Erinnerungsstück an seine Frau Maria und seinen Sohn Christian. Dies soll einerseits aufzeigen, wie im Rahmen des Krieges nahezu jeder jeden gewissenslos ausnimmt bzw. die Notlage anderer ausnutzt, wo er nur kann (in diesem Falle der Busfahrer); andererseits fühlt sich Rose jetzt für das Baby von Vera verantwortlich und ist bereit, dieses ‚vergangene‘ Erinnerungsstück zu opfern.